# Měďnatá vlákna

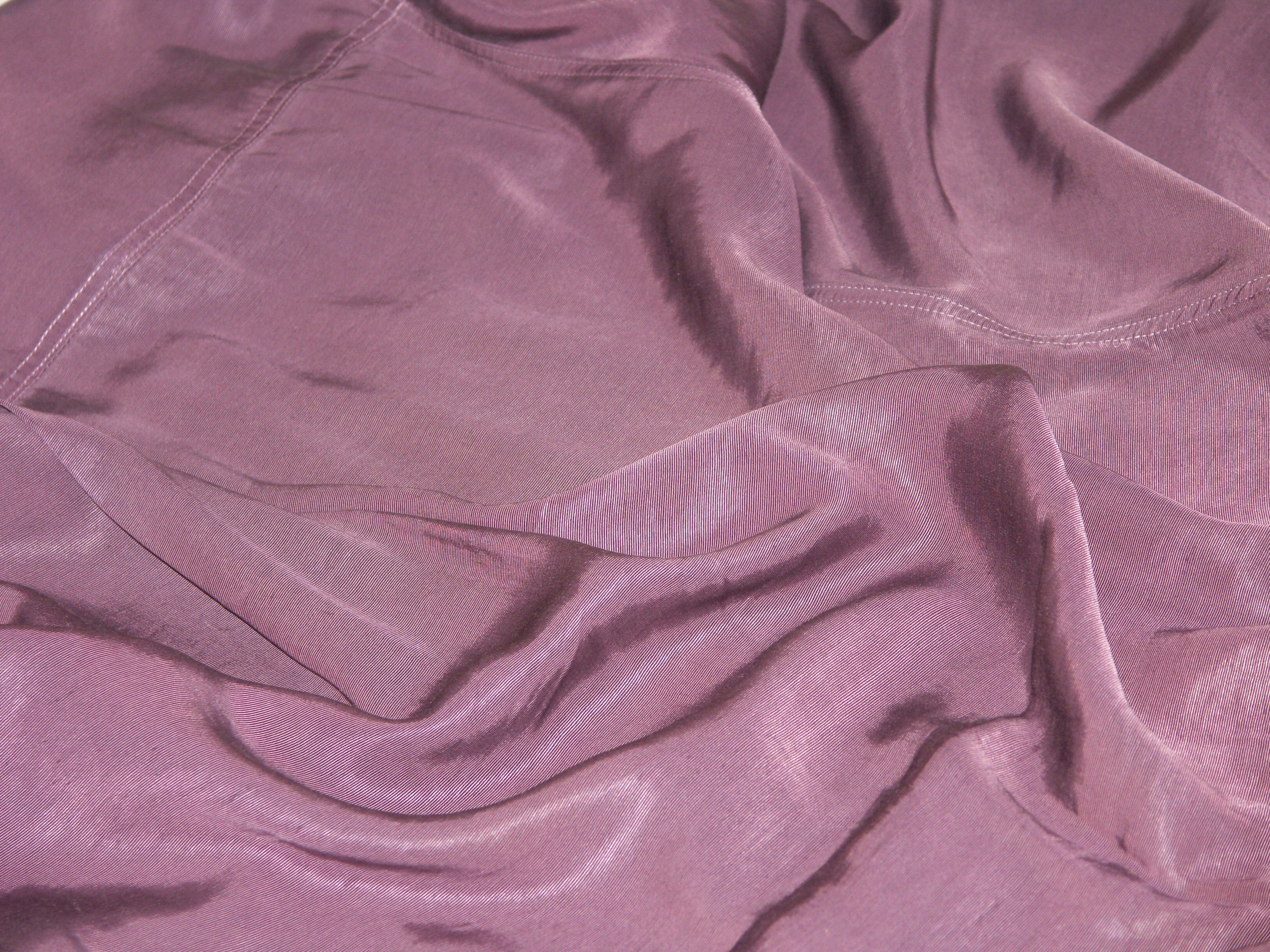
Tkanina z mědnatého filamentu (2005)

Měďnatá vlákna jsou výrobky z celulózy regenerované rozpuštěním v roztoku mědi a čpavku. Často se pro ně používá označení cupro.

## Z historie měďnatých vláken
Chemické složení měďnatých materiálů objevil v roce 1857 Švýcar Schweizer. Ten přišel na to, že se bavlna dá rozpustit ve sloučenině měďnaté soli se čpavkem a pak regenerovat v koagulační lázni. Technologii výroby měďnatých vláken však vynalezl Francouz Despeissis v roce 1890. Patentní právo po jeho smrti propadlo a Němec Fremery s Rakušanem Urbanem na jeho základě začali v roce 1899 u firmy Glanzstoff s průmyslovou výrobou měďnatého hedvábí.
Ve 30. letech 20. století dosahovala celosvětová roční výroba 7 000–10 000 tun. Koncem 20. století se odhadovala na 20 000 až 25 000 tun, na kterých se podílela japonská firma Asahi s cca 90 %.
Cena standardních vláken dosahovala v roce 2005 asi 10 USD/kg V roce 2020 byla zaznamenána výroba 17 000 tun. Firma Asahi Kasei jako jediný výrobce prodává vlákna pod značkami Bemberg™ (stříž) a Benliese™  (filamenty).
(Na území České republiky se měďnatá vlákna přestala vyrábět v roce 1962.)

## Výroba
Celulóza z bavlněných lintersů se rozpouští ve sloučenině Cu(OH)2 nebo CuSO4 x 3 Cu(OH)3 a čpavku při 50 °C. Výsledná sloučenina s obsahem 4 % mědi, 6-8 % čpavku a 10 % celulózy se protlačuje zvlákňovacími tryskou s několika tisící otvory a prochází nálevkou s vodou s mírně kyselým nebo alkalickým obsahem a teplotou 30-40 °C. Nálevka má kónický tvar, vrstva vznikajících filamentů se proto zužuje a dlouží (až 15 000x). Vlákna se praním zbavují mědi a čpavku, které se téměř stoprocentně recyklují a znovu používají k výrobě cupra. Na výrobu 1 kg vlákna se kalkuluje spotřeba 650 g mědi a 800 g čpavku.
K výrobě stříže se používá ke každé nálevce zvlákňovací tryska se 2000-3000 otvory (Ø 0,5-1 mm), 50 až 100 nálevek se kombinuje tak, že se z filamentů (při odtahové rychlosti do 150 m/min) tvoří pramen. Před stříháním se pramen může střídavě napínat a uvolňovat a vlákna se tak zkadeří.  
Netkané textilie se vyrábějí ve formě rohože z měďnatých vláken přímo ve zvlákňovacím zařízení. Princip: Filamenty z širokých zvlákňovacích trysek (s max 90 000 otvory) se ukládají na prodyšný dopravní pás s příčným pohybem. Odtahová rychlost z trysek dosahuje cca 35 m/min.

## Vlastnosti a použití
Vlákna mají jemnost až 0,4 dtex, pevnost za sucha 15-20 cN/tex, za mokra 9-12 cN/tex, savost až 120%, tažnost 10-20% (mokrá až 35 %),  hebký omak, hedvábný lesk, příjemný styk s lidskou pokožkou, snadné barvení.
U ostatních fyzikálních vlastností nedosahují výrobky z cupra úroveň podobných materiálů (viskózová vlákna, modalová vlákna, Lyocell)

Použití:
- Tkaniny a pleteniny: letní šaty, halenky, podšívkovina, spodní prádlo, záclony, ložní prádlo[7]
- Netkané textilie: zdravotní účely (membrány na umělé ledviny BemlieseTM),[9]

## Galerie tkanin z měďnatých vláken

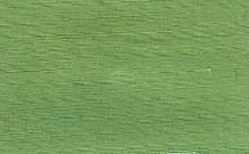
„Eolienne“: Osnova měďnatý filament (133 tex), útek česaná vlna (7 tex x 2) (asi 1925)
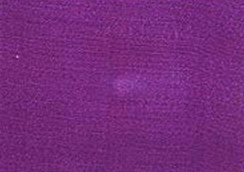
Směs: Osnova měďnatý filament (67 tex), útek bavlna (5 tex x 2)  (asi 1925)
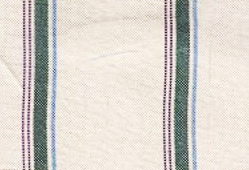
Košilovina z měďnatých filamentů: Osnova 67 tex, útek 133 tex  (asi 1925)
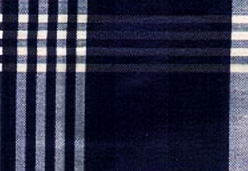
Tkanina na pláště z měďnatých filamentů: Osnova 75, útek 38 nití/cm  (asi 1925)
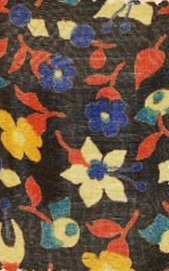
Potištěný voál: 0snova a útek 9 tex, 1000 T/m (smímek z roku 1929)
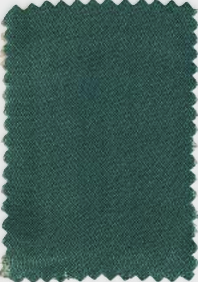
Krepsatén: 0snova a útek 11 tex, 590 T/m (smímek z roku 1929)
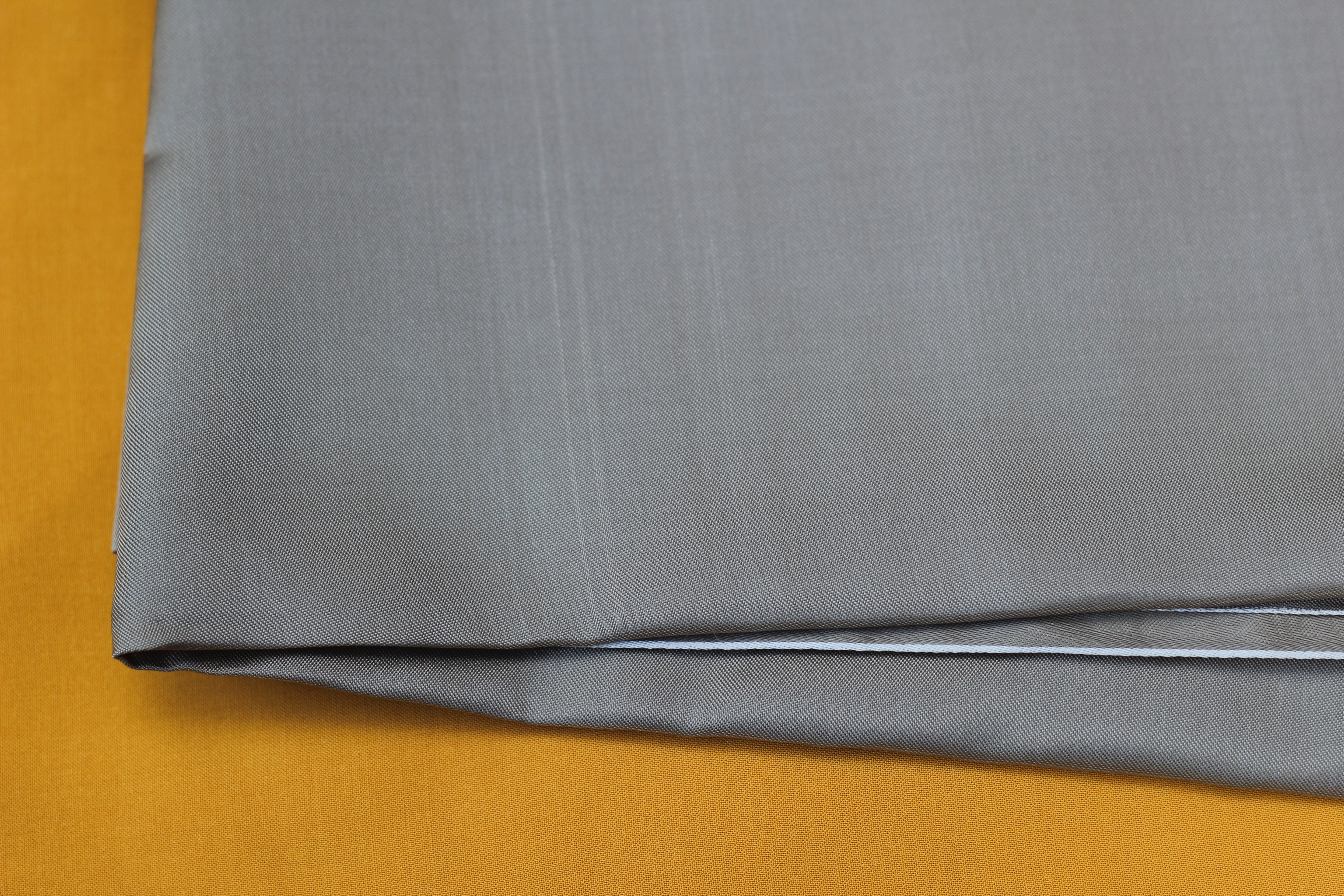
Podšívkovina z cupra (2020)